# Many Glacier Hotel
Many Glacier Hotel est un hôtel historique situé au bord du lac Swiftcurrent dans le parc national de Glacier dans l'État du Montana aux États-Unis. L'hôtel est composé d'un ensemble de chalets. Le style architectural est basé sur le style «chalet suisse» à l'intérieur comme à l'extérieur. Les fondations sont faites en pierres sur lesquelles vient reposer une structure en bois,,.
Le Many Glacier Hotel fut construit entre 1910 et 1915 par la société ferroviaire Great Northern Railway qui souhaitait développer le tourisme au niveau du parc.
De nos jours, le chalet garde toujours un caractère historique et traditionnel. Aucune télévision n'est par exemple placée dans les chambres. L'hôtel fait partie des Great Northern Railway Buildings, un National Historic Landmark depuis 1987.